# РД-38
РД-38 (внутреннее обозначение: изделие 38) — одновальный одноконтурный турбореактивный двигатель с управляемым вектором тяги, разработанный в Рыбинском КБ моторостроения. Использовался на серийных штурмовиках вертикального взлёта и посадки Як-38М в качестве подъёмного двигателя. Позже были разработаны модификации двигателя: РД-38А для самолёта дальнего радиолокационного обнаружения и управления (ДРЛОиУ) Ан-71 и РД-38К для самолёта-амфибии А-40 «Альбатрос».

## История
Задание на разработку двигателя РД-38 для применения на модернизированных штурмовиках Як-38М было выдано в марте 1979 года. Стендовые испытания проводились в 1980 году. Государственные стендовые испытания проходили с 13 декабря 1983 года по 9 января 1984 года и завершились успешно. Серийный выпуск двигателей начат 1 марта 1984 года и продолжался до 1990 года. Всего было выпущено 190 двигателей базовой модели РД-38.
Модификация двигателя для самолёта ДРЛОиУ Ан-71 под обозначением РД-38А прошла государственные испытания в марте 1987 года. Позже была создана модификация с обозначением РД-38К для самолёта-амфибии А-40, её лётная эксплуатация началась в 1988 году.

## Конструкция
Двигатель одноконтурный осесимметричный. Базовый вариант РД-38 состоит из следующих элементов:
- Входное устройство
- Компрессор (шесть ступеней)
- Кольцевая камера сгорания
- Турбина (одна ступень)
- Двухпозиционное поворотное сопло

## Модификации
| Название модели | Краткие характеристики, отличия |
| --------------- | --- |
| РД-38           | Базовая модель. Устанавливался (по две штуки) на серийные штурмовики вертикального взлёта и посадки Як-38М. |
| РД-38А          | Устанавливался (по одной штуке) на опытные образцы самолёта дальнего радиолокационного обнаружения и управления Ан-71. Отличия в конструкции связаны с горизонтальным расположением двигателя на самолёте в отличие от вертикального расположения базовых РД-38 на Як-38М. |
| РД-38К          | Устанавливался (по две штуки) на самолёте-амфибии А-40 «Альбатрос», где использовался в качестве стартового двигателя. Двигатели размещались горизонтально в специальных гондолах.                                                                                         |